# Вреденберг (Алабама)
Вреденберг (англ. Vredenburgh) — місто (англ. town) в США, в окрузі Монро штату Алабама. Населення — 222 особи (2020).

## Географія
Вреденберг розташований за координатами 31°49′24″ пн. ш. 87°19′5″ зх. д. / 31.82333° пн. ш. 87.31806° зх. д. (31.823241, -87.318059).  За даними Бюро перепису населення США в 2010 році місто мало площу 3,93 км², з яких 3,89 км² — суходіл та 0,04 км² — водойми.

## Демографія
Згідно з переписом 2010 року, у місті мешкало 312 осіб у 118 домогосподарствах у складі 86 родин. Густота населення становила 79 осіб/км².  Було 142 помешкання (36/км²).
Расовий склад населення:
| - 92,9 % — чорних або афроамериканців - 6,7 % — білих - 0,3 % — корінних американців |

До двох чи більше рас належало 0,0 %. Частка іспаномовних становила 1,3 % від усіх жителів.
За віковим діапазоном населення розподілялося таким чином: 25,6 % — особи молодші 18 років, 60,0 % — особи у віці 18—64 років, 14,4 % — особи у віці 65 років та старші. Медіана віку мешканця становила 39,5 року. На 100 осіб жіночої статі у місті припадало 86,8 чоловіків;  на 100 жінок у віці від 18 років та старших — 90,2 чоловіків також старших 18 років.
За межею бідності перебувало 39,0 % осіб, у тому числі 100,0 % дітей у віці до 18 років та 0,0 % осіб у віці 65 років та старших.
Цивільне працевлаштоване населення становило 42 особи. Основні галузі зайнятості: роздрібна торгівля — 40,5 %, освіта, охорона здоров'я та соціальна допомога — 23,8 %, транспорт — 14,3 %, науковці, спеціалісти, менеджери — 9,5 %.